# صموئيل روزا
صموئيل روزا (بالبرتغالية: Samuel Rosa‏) هو عازف قيثارة ومغني برازيلي، ولد في 15 يوليو 1966 في بيلو هوريزونتي في البرازيل.

## وصلات خارجية
- صموئيل روزا على موقع IMDb (الإنجليزية)
- صموئيل روزا على موقع ميوزك برينز (الإنجليزية)
- صموئيل روزا على موقع ديسكوغز (الإنجليزية)
- صموئيل روزا على موقع قاعدة بيانات الفيلم (الإنجليزية)